# 上海大学博导论文抄袭事件
上海大学博导论文抄袭事件，是指上海大学教授、博士生导师陈湛匀发表在2007年第6期《对外经济贸易大学学报》上的《我国制造业国际竞争力的显示性指标研究》，和发表在2007年5月《上海大学学报(社会科学版)》上的《四因素模型视角下中国制造业的国际竞争优势研究》的两篇论文，抄袭率约为25%以上。后陈湛匀被免去了上海大学学术委员会委员职务，和国际工商与管理学院副院长一职。

## 参看
- 华中师范大学硕士论文抄袭事件
- 东北财经大学硕士论文抄袭事件
- 辽宁大学副校长抄袭事件
- 胡黎明博士论文抄袭事件